# Juan Carlos Zubzuck
Juan Carlos Zubczuk Miszuk (Oberá, 31 marzo 1965) è un ex calciatore peruviano.

## Carriera
Con l'Universitario prese parte alle edizioni 1991 e 1993 della Copa Libertadores, giocando rispettivamente 3 e 2 partite.